# را
را، به تعریف برخی از دستورنویسان زبان فارسی، یکی از حرف‌های نشانه و نشانهٔ مفعول است، و کلمه یا گروهی که پیش از «را» می‌آید نقش مفعولی پیدا می‌کند. بنابر تعریفی دیگر، «را» نوعی حرف اضافه است و اصولاً تمامی حروف، ازجمله حرف اضافه و حرف ربط و حرف ندا و تفسیر، کلمات نشانه و نقش‌نما هستند، و این امر اختصاصی به حرف «را» ندارد. دستورهای سنتیِ زبان فارسی عمدتاً از «را» به‌عنوان نشانهٔ مفعول صریح معرفه یاد کرده‌اند. گرنوت ویندفور، استاد زبان‌شناسی فارسی دانشگاه میشیگان، در کتاب دستور زبان فارسی خود ادعا کرده است که بعید است بتوان تک‌واژی را در زبان فارسی یافت که به‌اندازهٔ «را» مورد تتبع فنی و دقیق قرار گرفته باشد. ژیلبر لازار، زبان‌شناس و فارسی‌دان فرانسوی، نیز در مقاله‌ای با عنوان «تکواژِ را و کنش نحویِ آن در فارسی»، می‌نویسد هنوز هیچ قاعده‌ای پیدا نشده که مجموع کاربردهای تکواژِ «را» را دربربگیرد و به تمامی آنها و نیز به مواردی که در آنها مفعول بدون «را» به کار می‌رود توجه نماید.

## تحول تاریخی را
حرف نشانهٔ را در فارسی باستان به‌صورت rādiy برای بیان علت و سبب به کار می‌رفته است. مثال زیر، که برداشت از سطر شش و هفتِ سنگ‌نبشتهٔ بیستون داریوش بزرگ است، کاربرد آن را در متون آن زبان نشان می‌دهد. در این مثال، نشانهٔ دونقطه (:) نشانهٔ مرز واژه است.
... avahyarādiy:vayam:Haxāmanišiyā:ahyāmahy ...
«بدین علت ما هخامنشیان خوانده می‌شویم»
در فارسی میانه این حرف نشانه به‌صورت rād/rāy ثبت شده و کاربردهای گوناگون برای آن ذکر شده است. کریستوفر برونر در بررسی کاربرد این تک‌واژ در فارسی میانه و زبان پارتی می‌نویسد که rāy در فارسی میانه و rād در پارتی به کار برده می‌شده است. برونر کاربرد این حرف نشانه با مفعول صریح را در فارسی میانه یک تحول متأخر دانسته و می‌گوید این کاربرد تنها در متون زبان پهلوی مشاهده می‌شود. در فارسی نوین کلاسیک (فارسی قدیم)، دامنهٔ کاربرد «را» به‌عنوان نشانهٔ مفعول صریح گسترده شد و عمدهٔ کاربرد آن را می‌توان در چهار نقش مفعولی متممی، مفعول غیرصریح، مفعول بهره‌ور، و مفعول صریح دانست.